# Scooby-Doo : Frayeur à la Coupe du monde de football
Pour plus de détails, voir Fiche technique et Distribution.
Scooby-Doo : Frayeur à la Coupe du monde de football (Scooby-Doo! Ghastly Goals) est un film américain réalisé par Victor Cook, sorti en vidéo le 13 mai 2014.

## Fiche technique
- Titre : Scooby-Doo : Frayeur à la Coupe du monde de football
- Titre original : Scooby-Doo! Ghastly Goals
- Réalisateur : Victor Cook
- Société de production : Warner Bros.
- Pays d'origine :  États-Unis
- Langue : anglais
- Genre : Animation et comédie horrifique
- Durée : 22 minutes
- Dates de sortie : 13 mai 2014

## Distribution
- Frank Welker : Scooby-Doo, Fred Jones
- Grey DeLisle : Daphné Blake
- Matthew Lillard : Sammy Rogers
- Mindy Cohn : Véra Dinkley